# Fiesta luau

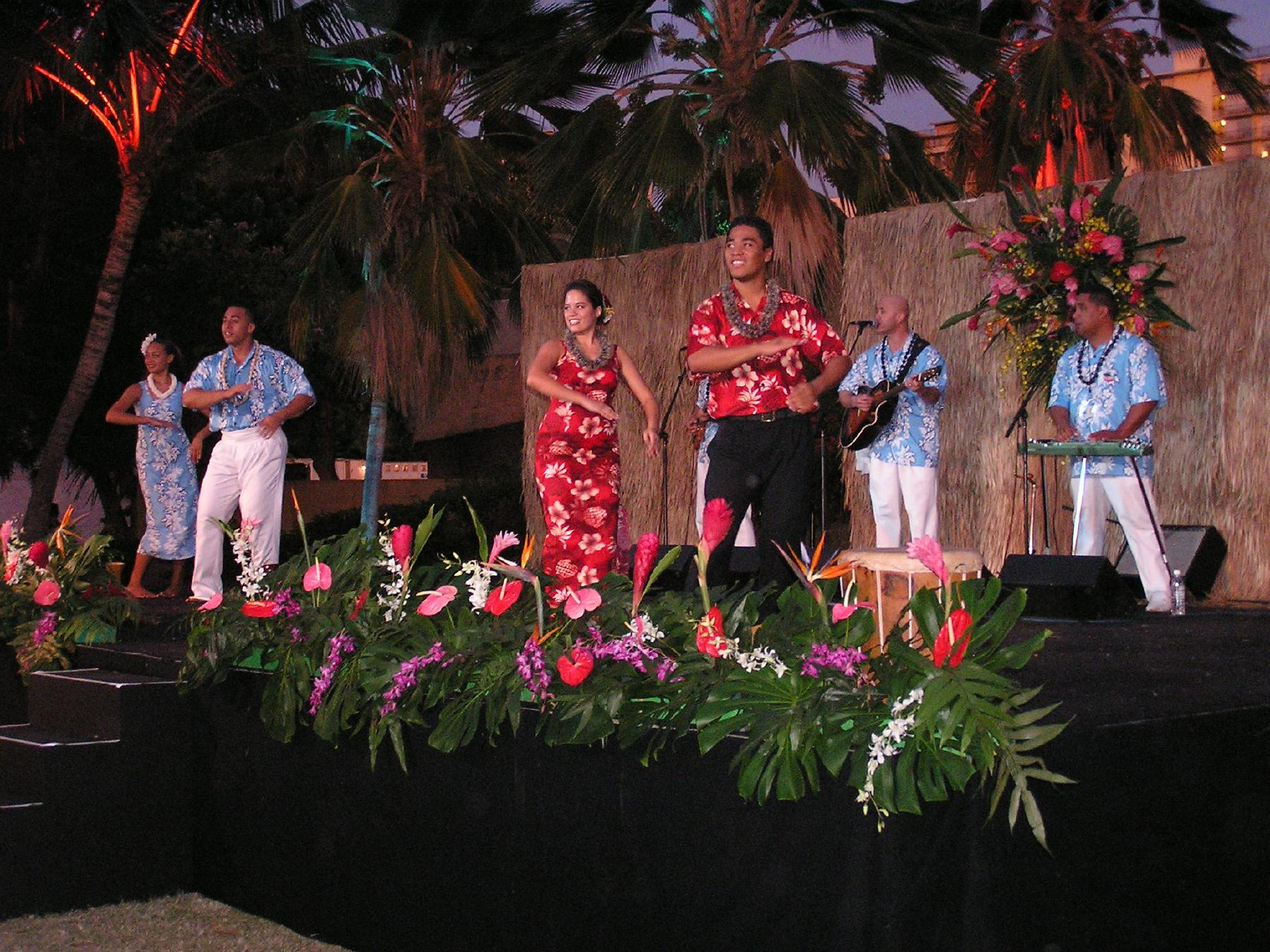
Bailarinas y músicos en una luau popular

Una luau (Hawaiano:lū‘au) es una fiesta o banquete tradicional hawaiano en el que suele haber un espectáculo de acompañamiento. En ella se sirven platos típicos hawaianos como el poi, el cerdo kalua, el Poke, el salmón lomi lomi, las opihi o la haupia y se bebe cerveza. También es típico que haya una banda de música tradicional hawaiana y se baile el hula. Entre la población de Hawái los conceptos de ‘luau’ y ‘fiesta’ suelen mezclarse, por lo que a menudo se celebran luau de graduación, luau de cumpleaños y bodas luau.

## Historia
En la antigüedad, en Hawái los hombres y las mujeres comían por separado; además, las mujeres y el resto de la sociedad tenían prohibido comer alimentos que no fueran cotidianos o que se sirvieran en ocasiones especiales. Aun así, en 1819 el rey Kamehameha II revocó todas las leyes religiosas que se practicaban en el momento. El rey Kamehameha II realizó un acto simbólico en el cual comió con todas las mujeres, poniendo fin a los tabús religiosos hawaianos. Anteriormente, a estas fiestas se las llamaba pā‘ina or 'aha‘aina, pero a partir de la intervención del rey Kamehameha II se crearon las fiestas luau, cuyo nombre proviene de un plato típico hecho de taro y pollo cocidos con leche de coco que se ofrecía en las primeras luau.
En las primeras luau la comida se solía servir en el suelo, y en las alfombras solía haber grandes centros de mesa, que casi siempre estaban hechos de hojas de planta Ti. En estas fiestas nunca se utilizaban utensilios para comer: todo se comía con las manos. Por ejemplo, el poi se denominaba diferente según los dedos que se necesitaran para comerlo: de tres, de dos o de un dedo, que era el más espeso.

## Comidas
Uno de los platos que se sirve es el poi, un plato de dieta hecho con raíces de taro. El cerdo kalua, que se cocina en un horno de tierra, también es muy común que se sirva en una luau. En cuanto a los entremeses fríos, en una luau se suele servir salmón lomi lomi, que es una ensalada de salmón fresco cortado con tomate, cebolla y chile. El poke es otro tipo de ensalada en la que se añaden atún de aleta amarilla, salsa de soja, un condimento llamado inamona, alga Limu, sal marina, aceite de sésamo y chile.
Las opihi, que son lapas hawaianas cuyo nombre científico es Cellana, sirven de acompañamiento de los platos principales. Después de acabar la comida, la haupia se sirve como postre, también cocinado con leche de coco como alimento principal, mezclado con una planta de la familia de los boniatos llamada pia.
En estas reuniones sociales también se sirven frutas tropicales como el mango, la piña, el coco o la papaya, y también las llamadas patatas taro, hechas al estilo de las patatas fritas.

## Fiestas temáticas luau
Las fiestas temáticas luau o hawaianas varían según su nivel de fidelidad a las tradiciones hawaianas. Por ejemplo, algunos eventos extravagantes llegan hasta el punto de importar comida desde las islas, mientras que otros deciden conformarse con llevar un lei artificial y tomar un mai tai cerca de una piscina.
Es imprescindible que las fiestas temáticas luau tengan lugar en un área abierta, como por ejemplo un jardín, ya que las auténticas luau se celebran bajo unas grandes carpas al aire libre. Además, los lei, que son los collares de flores o abalorios típicos hawaianos, son una parte muy importante de una luau. Es tradición que las mujeres lleven un lei de flores y los hombres de abalorios. En este tipo de fiestas también es importante que haya espectáculo. Se suelen utilizar instrumentos como el ukelele y la batería, además de los bailarines de acompañamiento.

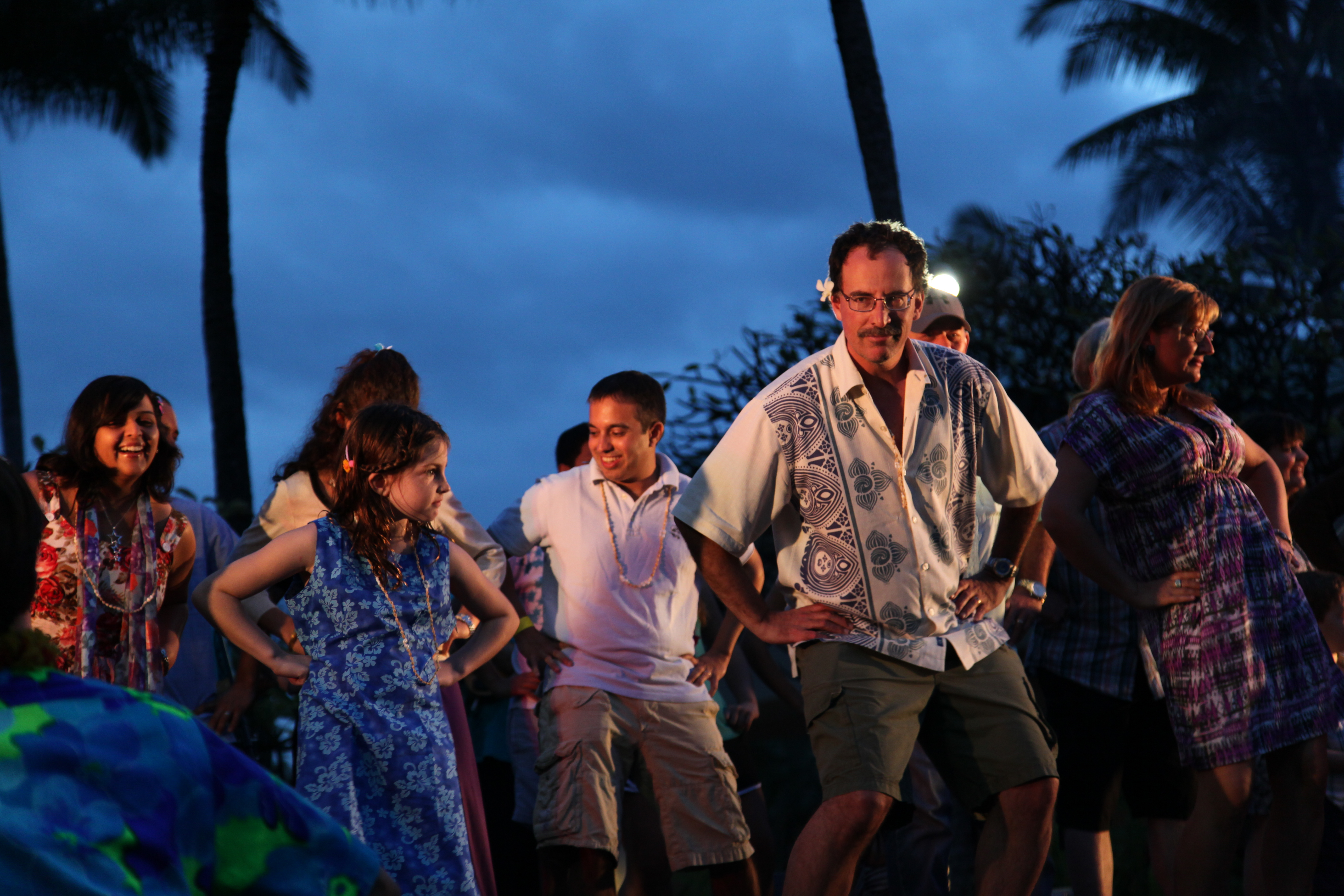
Personas bailando en una luau
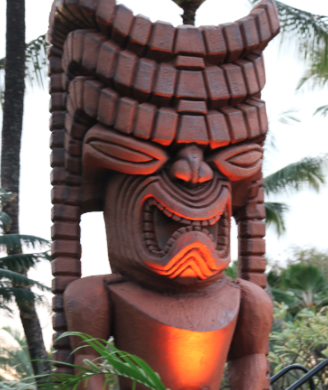
Una gran estatua cerca del escenario
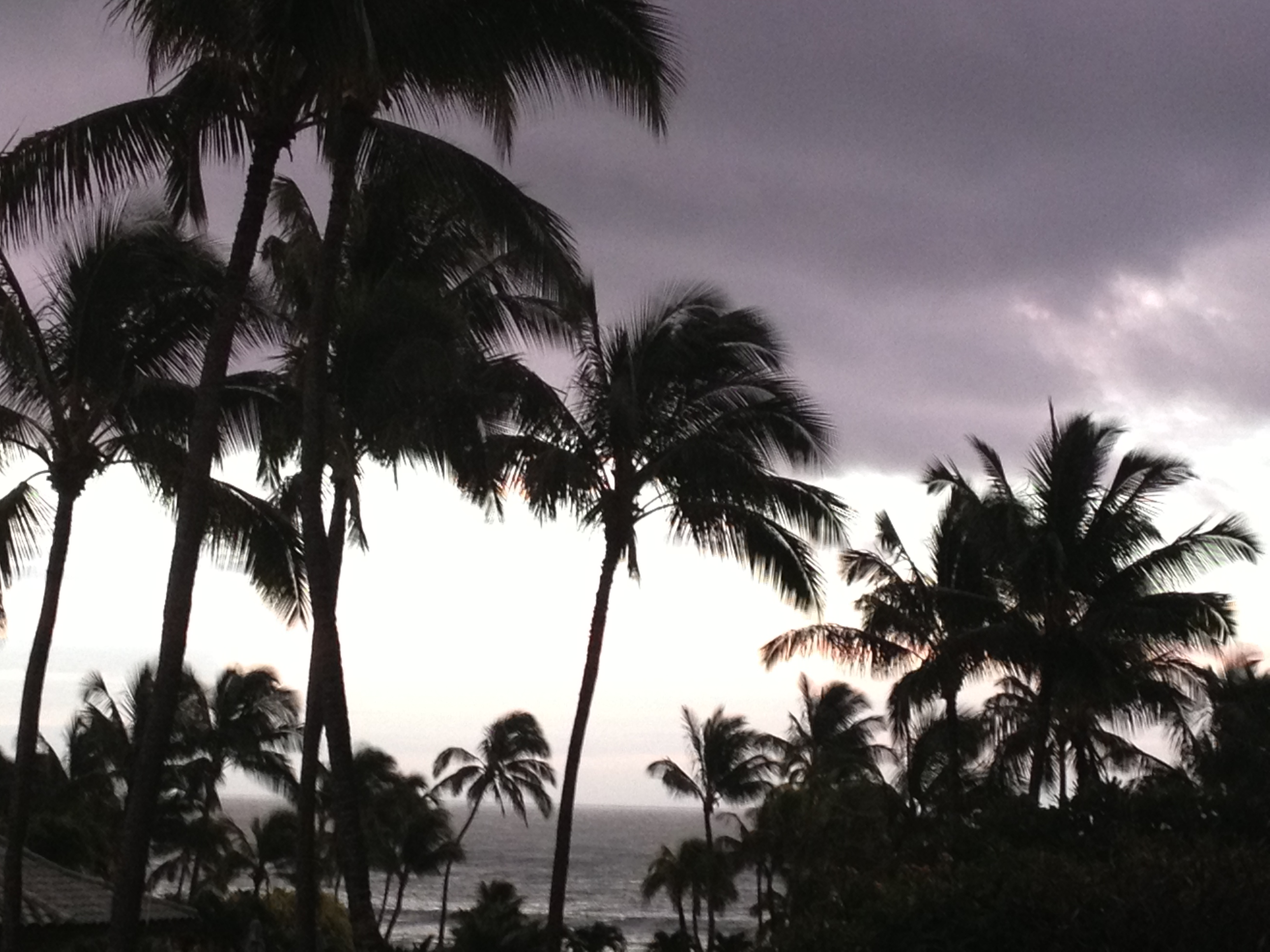
Las luau hawaianas se suelen celebrar por la noche cerca de una playa o al aire libre